# Sangrices
Sangrices es una localidad perteneciente al municipio de Valle de Carranza, en Vizcaya, comunidad autónoma del País Vasco, España.

## Historia
Hacia mediados del siglo XIX, el lugar ya pertenecía al ayuntamiento de Valle de Carranza. Aparece descrito en el decimotercer volumen del Diccionario geográfico-estadístico-histórico de España y sus posesiones de Ultramar de Pascual Madoz con las siguientes palabras:

SANGRICES: barrio de Vizcaya, part. jud. de Valmaseda, dióc. de Santander, térm. del ayunt. y valle de Carranza; tiene una parr. dedicada á San Julian y servida por un beneficiado.
(Madoz, 1849, p. 734)

En 2022, la entidad singular de población tenía empadronados 77 habitantes y el núcleo de población, 56.

## Patrimonio
Hay en el lugar una iglesia de San Julián y Santa Basilisa.